# Курбатово (муниципальный округ Егорьевск)
Курба́тово — деревня в муниципальном округе Егорьевск Московской области России.

## География
Деревня Курбатово расположена в северо-восточной части муниципального округа Егорьевск, примерно в 20 километрах к востоку от города Егорьевск. В 1,5 км к востоку от деревни протекает река Панюшенка. Высота над уровнем моря 148 метров.

## Название
В письменных источниках упоминается как Лошкино, Курбатово тож (XVIII век), Курбатиха (Лошкино) (1862 год), позднее Курбатово.
Названия связаны с некалендарными личными именами Лошка и Кубрат.

## История
На момент отмены крепостного права деревня принадлежала помещице Протопоповой. После 1861 года деревня вошла в состав Василёвской волости Егорьевского уезда. Приход находился в селе Пырково.
В 1926 году деревня входила во Фролковский сельсовет Поминовской волости Егорьевского уезда.
До 1994 года Курбатово входило в состав Большегридинского сельсовета Егорьевского района, в 1994—2004 гг. — Большегридинского сельского округа, а в 2004—2006 гг. — Саввинского сельского округа.
Входила в состав сельского поселения Саввинское.

## Демография
В 1885 году в деревне проживало 56 человек, в 1905 году — 54 человека (28 мужчин, 26 женщин), в 1926 году — 50 человек (20 мужчин, 30 женщин). По переписи 2002 года — 3 человека (1 мужчина, 2 женщины). Население — 2 чел. (2010). 
| 1859 | 1868 | 1885 | 1905 | 1926 | 2002 | 2006 |
| ---- | ---- | ---- | ---- | ---- | ---- | ---- |
| 32   | ↘30  | ↗56  | ↘54  | ↘50  | ↘3   | →3   |
| 2010 |      |      |      |      |      |      |
| ↘2   |      |      |      |      |      |      |